# ASCENDEAD MASTER
《ASCENDEAD MASTER》是日本視覺系樂團Versailles簽約主流唱片公司日本華納音樂後推出的首張單曲，也是他們的第四張單曲，於2009年6月24日發行。此作分「通常盤」和三種版本的「初回限定盤」共四種形態發售。
錄製這張作品的同時，Versailles還攝製了一部約17分鐘的同名迷你電影，分割成三段，每段分別收入三種初回盤內含的DVD，電影第二段使用了安東尼奧·韋華第的《聖母悼歌》作為背景音樂。不同版本的CD收錄曲也不一樣，來自通常盤的《ASCENDEAD MASTER》和經重新灌錄後收入專輯《JUBILEE》。分別置入四種版本CD裡的SOUNDTRACK來自樂團原創的迷你電影。
這張單曲是樂團原貝斯手 Jasmine You 參與製作的最後一張作品，由於健康原因，他不得不停止參與樂團的活動，直到8月9日去世。
單曲於Oricon音樂排行榜上名列第8。

## 收錄曲

### 通常盤
CD Only
1. ASCENDEAD MASTER [5:52]
  - 作詞：KAMIJO／作曲：HIZAKI
2. [4:43]
  - 作詞・作曲：HIZAKI
3. DESCENDANT OF THE ROSE (SOUNDTRACK) [1:49]
  - 作曲：KAMIJO

### 初回盤 I
CD
1. ASCENDEAD MASTER [5:52]
  - 作詞：KAMIJO／作曲：HIZAKI
2. HALLWAY (SOUNDTRACK) [1:55]
  - 作曲：KAMIJO

DVD
1. ASCENDEAD MASTER [STORY I]

### 初回盤 II
CD
1. ASCENDEAD MASTER [5:52]
  - 作詞：KAMIJO／作曲：HIZAKI
2. PILGRIM (SOUNDTRACK) [1:45]
  - 作曲：KAMIJO

DVD
1. ASCENDEAD MASTER [STORY II]

### 初回盤 III
CD
1. ASCENDEAD MASTER [5:52]
  - 作詞：KAMIJO／作曲：HIZAKI
2. COVENANT (SOUNDTRACK) [1:31]
  - 作曲：KAMIJO

DVD
1. ASCENDEAD MASTER [STORY III]